# Bresh
Bresh, seudónimo de Andrea Emanuele Brasi (Lavagna, 28 de junio de 1996), es un cantautor y rapero italiano.

## Biografía

### Infancia y primeros años
Nacido en 1996 en Lavagna y crecido en Bogliasco, un pequeño pueblo en las afueras de Génova, entre los quince y los dieciséis años comenzó su carrera como artista.   El inicio de su carrera se remonta a 2012, cuando, junto a G Pillola (en aquel momento Gughi P) publicó su primer mixtape titulado Cambiamenti, y en 2013 publicó un segundo proyecto titulado Cosa voglio fare: ambos incluyen varias colaboraciones con artistas emergentes locales, entre ellos Izi, Vaz Tè, Tedua, Dala Pai Pai y Nader Shah, y con quienes continuó colaborando en los años siguientes.
Entre 2015 y 2016, después de finalizar sus estudios en el instituto vocacional, a la edad de diecinueve años, Bresh se trasladó a Milán, junto con sus amigos y compañeros Rkomi, Tedua y Sonny Willa. Durante ese período escribió y lanzó sencillos como Baghera, Gaston y Prestigio, y más tarde Snake, Astronauti, Pe Pe Pe, Ande y Gazza ladra. El 3 de agosto de 2017 lanzó el videoclip de Il bar dei miei, su sencillo bajo el sello Thaurus Music, que marcó su regreso a la escena cinco meses después de Gazza ladra.

### 2019-2021:Che io mi aiuti
Tras un largo silencio, en 2019 apareció en Pesche e vino junto a Gianni Bismark, Sick Luke y Vaz Tè, en el EP de este último. En 2020 lanzó No Problem, Oblò con Rkomi y Team con Vaz Tè que anticipan el lanzamiento del primer álbum oficial, el 14 de febrero, titulado Che io mi aiuti, para los sellos Epic Records y Sony Music. El álbum fue reeditado el 24 de julio con nuevas canciones inéditas, y luego fue certificado oro por la Federación de la Industria Musical Italiana. Posteriormente colaboró con Cromo y Disme en Da buttare y con Young Slash en Sotto le foglie.
El 24 de julio de 2020 se lanzó el reenvío del primer álbum oficial, titulado Che io ci aiuti, que cuenta con la colaboración de Ketama126, Giaime, Disme y Vaz Tè. En septiembre actuó en el Festival Goa-Boa.

### 2021-2023:Oro blu
En 2021 lanzó el sencillo Angelina Jolie, certificado triple platino,  y Caffè, ambos producidos por Shune, seguido por el sencillo Andrea, certificado oro. Estos tres sencillos anticiparon el lanzamiento de su segundo álbum, titulado Oro blu, publicado el 4 de marzo, que siete días después, el 11 de marzo, debutó en el primer lugar del FIMI Album Chart.
Posteriormente participó en el documental La nuova scuola genovese de Claudio Cabona donde, junto a colegas genoveses como Tedua, Izi, Vaz Tè, Nader, Guesan y Demo, analizó las características de la escuela genovesa, movimiento artístico y cultural muy activo, especialmente en el ámbito musical desde principios de los años 60, e investigó analogías y diferencias entre los exponentes originales de este movimiento (Umberto Bindi, Gino Paoli, Bruno Lauzi, Fabrizio De André) y las principales figuras de la actualidad.
El 26 de junio de 2022 actuó por segunda vez en el Festival Goa-Boa y unos días después, el 1 de julio, colaboró con Camilla Magli en la canción Kanye West.

### 2023-presente: Unreleased y Festival de San Remo 2025
El 27 de enero de 2023 lanzó un nuevo sencillo, escrito hace dos años y titulado Guasto d'amore, que habla de su relación amorosa con su equipo favorito, el Génova; La canción alcanzó rápidamente una gran visibilidad a nivel nacional y fue metabolizada primero por los fanáticos, que la convirtieron en un cántico de estadio, y luego por el mismo club rossoblù, que la adoptó en sus propias actividades de comunicación.
En abril se publicó la obra inédita Altamente mia, que en agosto recibió el Premio Lunezia a la calidad musical-literaria. El 26 de mayo de 2023 se lanzó la canción Parafulmini, interpretada por Ernia en colaboración con Bresh y Fabri Fibra.
El 29 de septiembre de 2023 lanzó el sencillo Nightmares en colaboración con Pinguini Tattici Nucleari, lo que le permitió a Bresh grabar el segundo debut en el primer lugar del Top Singles italiano de ese año.
En febrero de 2024 fue invitado dos veces al Festival de San Remo: en la tercera noche interpretó Guasto d'amore a través de una conexión desde el barco Costa Smeralda, mientras que en la cuarta noche de covers acompañó a Emma en la interpretación de un popurrí de canciones de Tiziano Ferro. En mayo lanzó el sencillo Torcida, cuyo vídeo fue filmado durante la estancia del rapero en Brasil.
En febrero de 2025 participó por primera vez en la competición del 75° Festival de San Remo con la canción La tana del granchio, que terminó en el undécimo lugar al final del festival. El 14 de febrero, durante la cuarta velada dedicada a las versiones, hizo un dueto con Cristiano De André cantando la canción Creuza de mä de Fabrizio De André, como en el documental La nuova scuola genovese, que quedó en el duodécimo puesto. El 21 de febrero, su versión de la canción fue lanzada como sencillo.

## Estilo y influencias musicales
El género musical de Bresh es esencialmente cercano al rap. Una característica de sus letras es la voluntad de tener un peso social, de reflejar los problemas actuales de la sociedad pero también de sí mismo: muchas de sus canciones se pueden definir como autobiográficas, como Andrea, que él también define como una canción "representativa". Bresh está vinculado artísticamente a Fabrizio De Andrè, cantautor y símbolo de la canción italiana que escucha desde la infancia.

## Discografía
- 2020 – Che io mi aiuti
- 2022 – Oro blu

## Participación en certámenes de canto
- Festival de San Remo (Rai 1)
  - 2025 – 11º puesto en la sección "Campeones" con La tana del granchio

## Filmografía

### Actor

#### Televisión
- La nuova scuola genovese, de Claudio Cabona, dirigida por Yuri Dellacasa y Paolo Fossati – documental (2022)

## Premios y reconocimientos
- Premio Lunezia
  - 2023 – Premio al valor musical-literario por Altamente mia[19][20]